# Jeremiah St. Juste

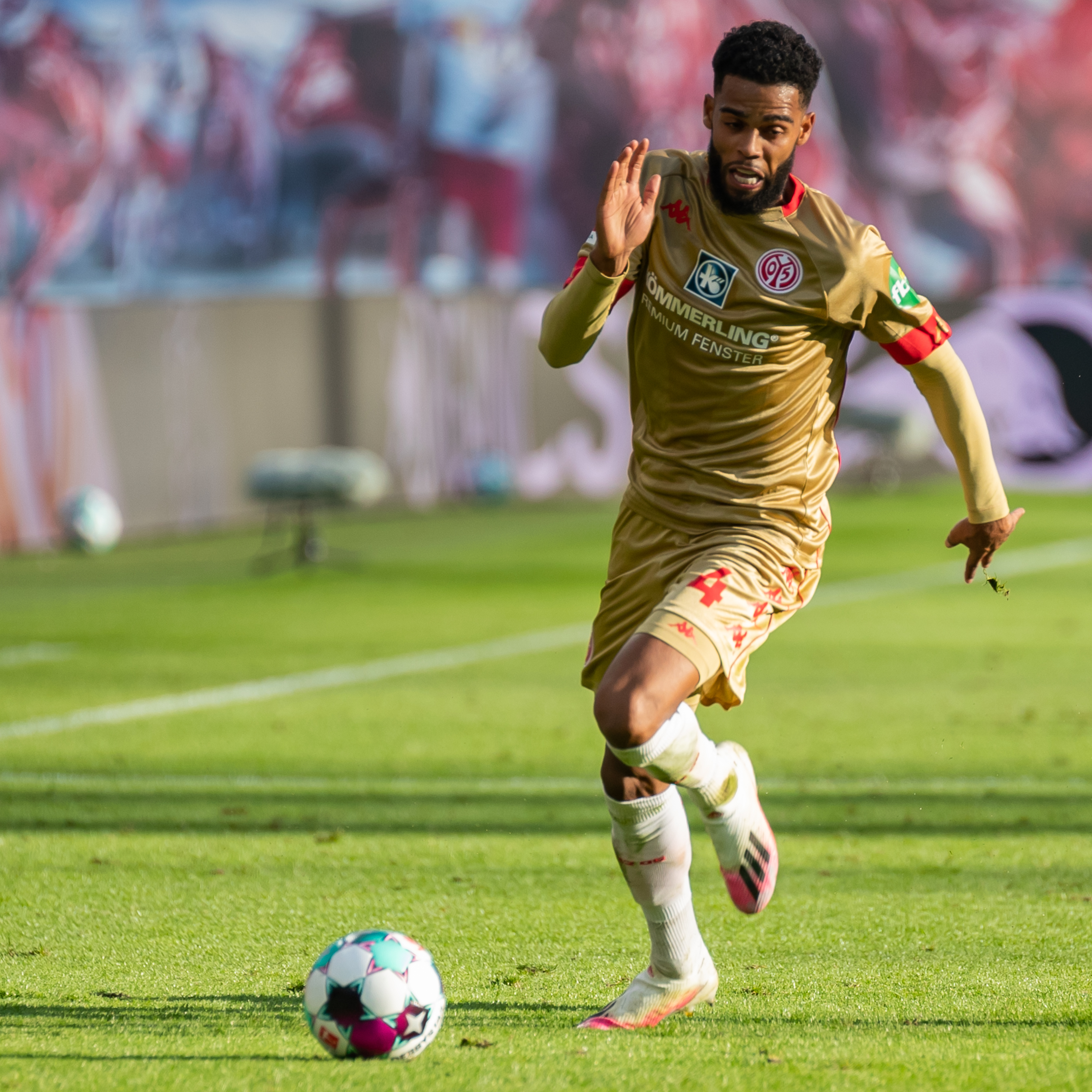

Jeremiah Israël St. Juste (Groningen, 19 de outubro de 1996) é um futebolista neerlandês que atua como zagueiro. Atualmente joga no Sporting.

## Infância
St. Juste nasceu em Groningen, filho de mãe holandesa e pai são-cristovense. Cresceu com 3 irmãos. O seu irmão Benjamin é ex-jogador da formação do Heerenveen e Groningen e jogou futsal no VV Pelikaan. O seu irmão Yoshua é jogador da Seleção Holandesa de Futsal. A sua irmã Naomi é modelo e atriz de televisão nos Países Baixos.

## Carreira

### Início de Carreira
St. Juste começou a sua carreira no SV Marum. No verão de 2007, juntou-se à formação do Heerenveen.
A 24 de janeiro de 2015, St. Juste fez a sua estreia profissional, na Eredivisie, substituindo Joost van Aken nos minutos finais de uma vitória caseira do Heerenveen por 4–1 sobre o Vitesse.

### Feyenoord
A 18 de julho de 2017, St. Juste tranferiu-se para o Feyenoord, assinando um contrato de 4 anos. Estreou-se pelo clube a 9 de setembro, numa vitória por 4–2 no terreno do Heracles Almelo.

### Mainz 05
A 7 de agosto de 2019, o Feyenoord anunciou a transferência de St. Juste para o Mainz por uma taxa não revelada, com o jogador a assinar um contrato de 4 anos pelos alemães.

### Sporting
A 11 de maio de 2022, foi anunciado que St. Juste assinaria pelo clube português Sporting no início da temporada 2022–23. O negócio foi avaliado em cerca de 9,5 milhões de euros.

## Carreira Internacional
St. Juste foi convocado pela Seleção Sub-21 dos Países Baixos para jogos de qualificação para o Campeonato Europeu Sub-21 de 2017, disputado na Polónia.
St. Juste foi convocado pela seleção principal dos Países Baixos em março de 2021, mas nunca representou a Laranja Mecânica a nível sénior. O defesa é também elegível para a Seleção Nacional de São Cristóvão e Neves.

## Estatísticas de Carreira
- Atualizado até 13 de abril de 2023

| Clube             | Temporada         | Campeonato        | Campeonato | Campeonato | Taça  | Taça  | Taça da Liga | Taça da Liga | Competições Europeias | Competições Europeias | Outros | Outros | Total | Total |
| Clube             | Temporada         | Divisão           | Jogos      | Golos      | Jogos | Golos | Jogos        | Golos        | Jogos                 | Golos                 | Jogos  | Golos  | Jogos | Golos |
| ----------------- | ----------------- | ----------------- | ---------- | ---------- | ----- | ----- | ------------ | ------------ | --------------------- | --------------------- | ------ | ------ | ----- | ----- |
| Heerenveen        | 2014–15           | Eredivisie        | 9          | 0          | 0     | 0     | —            | —            | —                     | —                     | 4      | 0      | 13    | 0     |
| Heerenveen        | 2015–16           | Eredivisie        | 28         | 1          | 3     | 0     | —            | —            | —                     | —                     | —      | —      | 31    | 1     |
| Heerenveen        | 2016–17           | Eredivisie        | 27         | 2          | 3     | 0     | —            | —            | —                     | —                     | 1      | 0      | 31    | 2     |
| Heerenveen        | Total             | Total             | 64         | 3          | 6     | 0     | —            | —            | —                     | —                     | 5      | 0      | 75    | 3     |
| Feyenoord         | 2017–18           | Eredivisie        | 15         | 2          | 3     | 0     | —            | —            | 5                     | 1                     | —      | —      | 23    | 2     |
| Feyenoord         | 2018–19           | Eredivisie        | 23         | 3          | 2     | 0     | —            | —            | 0                     | 0                     | 1      | 0      | 26    | 3     |
| Feyenoord         | 2019–20           | Eredivisie        | 1          | 0          | 0     | 0     | —            | —            | 0                     | 0                     | 0      | 0      | 1     | 0     |
| Feyenoord         | Total             | Total             | 39         | 5          | 5     | 0     | —            | —            | 5                     | 1                     | 1      | 0      | 50    | 5     |
| Mainz 05          | 2019–20           | Bundesliga        | 25         | 2          | 1     | 0     | —            | —            | —                     | —                     | —      | —      | 26    | 2     |
| Mainz 05          | 2020–21           | Bundesliga        | 32         | 0          | 2     | 0     | —            | —            | —                     | —                     | —      | —      | 34    | 0     |
| Mainz 05          | 2021–22           | Bundesliga        | 8          | 1          | 1     | 0     | —            | —            | —                     | —                     | —      | —      | 9     | 1     |
| Mainz 05          | Total             | Total             | 65         | 3          | 4     | 0     | —            | —            | —                     | —                     | —      | —      | 69    | 3     |
| Sporting CP       | 2022–23           | Primeira Liga     | 21         | 1          | 0     | 0     | 2            | 0            | 9                     | 0                     | —      | —      | 32    | 1     |
| Total de Carreira | Total de Carreira | Total de Carreira | 189        | 12         | 15    | 0     | 2            | 0            | 14                    | 1                     | 6      | 0      | 226   | 12    |

1. ↑  Inclui KNVB Beker, DFB-Pokal e Taça de Portugal
2. ↑  Inclui Taça da Liga
3. ↑  Jogos na Liga dos Campeões
4. ↑  Jogo na Johan Cruijff Schaal
5. ↑  4 jogos na Liga dos Campeões, 5 jogos na Liga Europa

## Títulos
Feyenoord
- Taça KNVB: 2017–18[17]
- Johan Cruijff Schaal: 2017,[18] 2018[19]

Sporting
- Primeira Liga: 2023–24, 2024–25[20]
- Taça de Portugal: 2024–25[21]